# Pyrgospira ostrearum
Pyrgospira ostrearum is een slakkensoort uit de familie van de Pseudomelatomidae. De wetenschappelijke naam van de soort is voor het eerst geldig gepubliceerd in 1872 door Stearns.